# 穀鳥軒

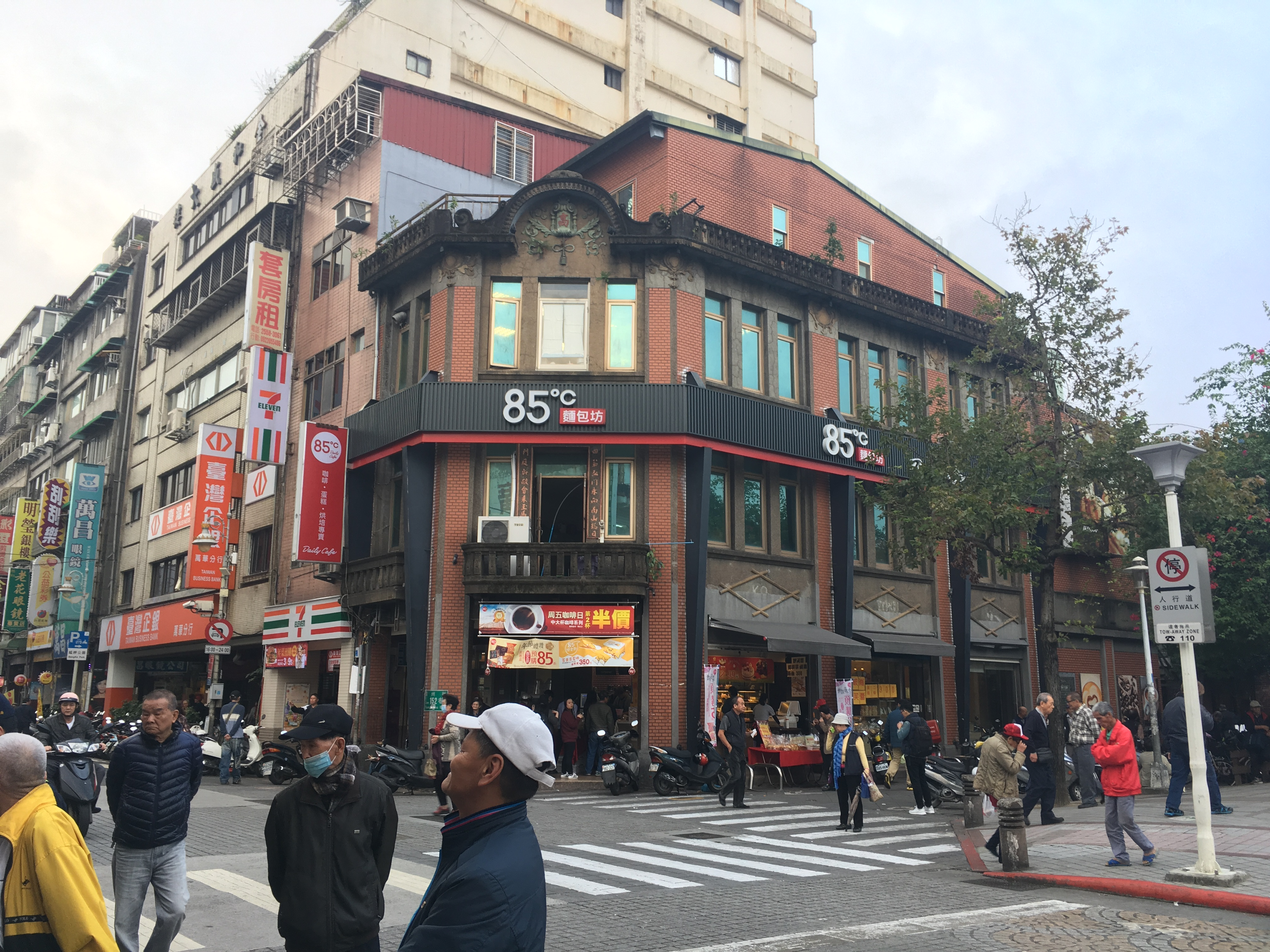
穀鳥軒建物，攝於2017年。

穀鳥軒，是一幢位於臺北市萬華區廣州街150號的三層西式洋樓，建築風格仿巴洛克式，融合中西建築特色，正面有弧形的山牆及石雕裝飾。建物興建於臺灣日治時期，艋舺龍山寺的斜前方、今艋舺公園東北側，自落成以來曾作為多種用途利用。

## 歷史
穀鳥軒最初作為三莊百貨總部，首任屋主為高得旺。後高家在此經營藝旦間，不時有藝妓臨窗招攬過客，成為附庸風雅之士的聚會場所。
最終高得旺父子決定將房舍賣給同樣姓「高」的買主，致使多人不惜改姓高以承接此屋，後由艋舺高氏宗親會成員高成購得。
戰後，這棟建築曾作為榮興貨運公司的營業所以及聯合國協助開發中國家治療砂眼的眼科診所之一，由董大成教授主治。在聯合國眼科義診診所撤離後即改作「萬華眼科」，以李俊彥為負責人。
1980年代，穀鳥軒在久經歲月洗禮下曾為一危樓。1999年12月，時任屋主高聰忠、吳玫瑢夫婦成立「穀鳥軒有限公司」管理建物，於其堅持下施作活化古蹟工程進行修復，在保留原建築外觀的前提下加強內部結構，使之成為一間富品味的民俗文化複合式餐廳「穀鳥軒」，開張於2000年。2006年，餐廳歇業後由連鎖咖啡店85度C進駐至2024年為止。

## 建築特色
穀鳥軒建築正立面做弧形山頭，下方飾以勳章飾，周邊並以花草紋飾；勳章飾頂上雕有石花裝飾及象徵「高」氏的家徽。二樓陽台飾有中式門聯，入口及左側立面皆開窗三小間、右側立面開窗二小間，窗戶採挑長式的大型窗戶，共27扇。因穀鳥軒興建之初缺乏精確丈量磚牆的工具，至1980年代整修期間才發現屋內27扇窗的長、寬尺寸不一。與傳統的中式窗台不同，屬中西合璧樣式。

## 外部連結
- 台北老屋新生大獎：穀鳥軒餐廳 （页面存档备份，存于）
- 【JUST Old】台北-萬華街屋 西昌街 （页面存档备份，存于）
- 萬華廣州店在百年歷史建築裡，黑色咖啡香包圍的是艋舺幾乎被遺忘的古樓 （页面存档备份，存于）